# Сграда на Британското консулство (Битоля)
Сградата на Британското консулство (на македонска литературна норма: Зграда на Британскиот конзулат) е архитектурна забележителност в град Битоля, Северна Македония. Разположена е на улица „Св. св. Кирил и Методий“ № 22 и е обявена за паметник на културата. В нея е било разположено в началото на XX век Британското консулство в Битоля.